# Estação Santa Rita (Itapevi)
A Estação Santa Rita faz parte da extensão operacional da Linha 8–Diamante, operada pela ViaMobilidade. Está localizada no município de Itapevi.

## História
A Parada Santa Rita foi inaugurada pela Estrada de Ferro Sorocabana na década de 1950, servindo de transporte para os moradores do bairro homônimo e os operários da Fábrica de Cimento Santa Rita (Cimenrita). Santa Rita recebeu novas instalações em 21 de junho de 1985, durante a modernização do sistema de trens de subúrbio efetuada pela FEPASA nos anos 1970 e 1980. Em 1997, sua bilheteria foi desativada pela CPTM, devido aos constantes assaltos. Atualmente, ela faz parte da extensão operacional Itapevi–Amador Bueno.
Foi demolida em agosto de 2010, para início das obras de retificação de vias e modernização do trecho entre Itapevi e Amador Bueno. Durante as obras, a localização da estação foi remanejada para algumas centenas de metros a leste. Ela foi reinaugurada em abril de 2014, junto com Amador Bueno.
Em 20 de abril de 2021, foi concedida para o consórcio ViaMobilidade, composto pelas empresas CCR (atual Motiva) e RUASinvest, com a concessão para operar a linha por trinta anos. O contrato de concessão foi assinado e a transferência da linha foi realizada em 27 de janeiro de 2022.

## Toponímia
Santa Rita remete ao nome da Fábrica de Cimento Santa Rita (Cimenrita), aberta pelo grupo italiano Calci e Cementi di Segni em Itapevi em 1951. Por causa da fábrica, um bairro surgiu ao seu redor, sendo chamado de Santa Rita. Para atender ao deslocamento dos moradores e operários da fábrica, a Sorocabana implantou a Parada Santa Rita, no quilômetro 40 de sua linha tronco. Posteriormente, a Sorocabana abriu, em 1959, uma parada mais próxima da fábrica, chamada Cimenrita. Rita de Cássia (1381–1457) foi uma monja da ordem de Santo Agostinho, beatificada em 1627 e canonizada em 1900. É tida como a advogada das causas perdidas e a santa do impossível.

## Tabelas
| Sigla | Estação    | Inauguração | Plataformas | Posição    | Notas |
| ----- | ---------- | ----------- | ----------- | ---------- | --- |
| SRT   | Santa Rita | déc. 1950   | Central     | Superfície | Estação construída pela Estrada de Ferro Sorocabana Reconstruída pela FEPASA em 21 de junho de 1985 e pela CPTM em 23 de abril de 2014 Parada da extensão operacional com embarque gratuito |